# Lóegaire Lorc
Lóegaire Lorc, figlio di Úgaine Mor (fl. VI secolo a.C.), è stato un leggendario re supremo d'Irlanda del VI secolo a.C..
Il Lebor Gabála Érenn riporta che successe al padre Úgaine Mor, quando fu ucciso da Badbchaid, mentre Geoffrey Keating e gli Annali dei Quattro Maestri dicono che Badbchad regno per un giorno e mezzo prima che Lóegaire lo uccidesse.
Fu ucciso a tradimento dal fratello Cobthach Cóel Breg, che finse di essere morto e quando Lóegaire si accasciò sul suo corpo per la disperazione fu accoltellato a morte dal congiunto, che così si impossessò del trono, regnando per 30 o 50 anni, quando fu ucciso da Labraid Loingsech, che era tornato dall'esilio in Gallia.